# St-Julien-le-Pauvre (Abbéville-la-Rivière)

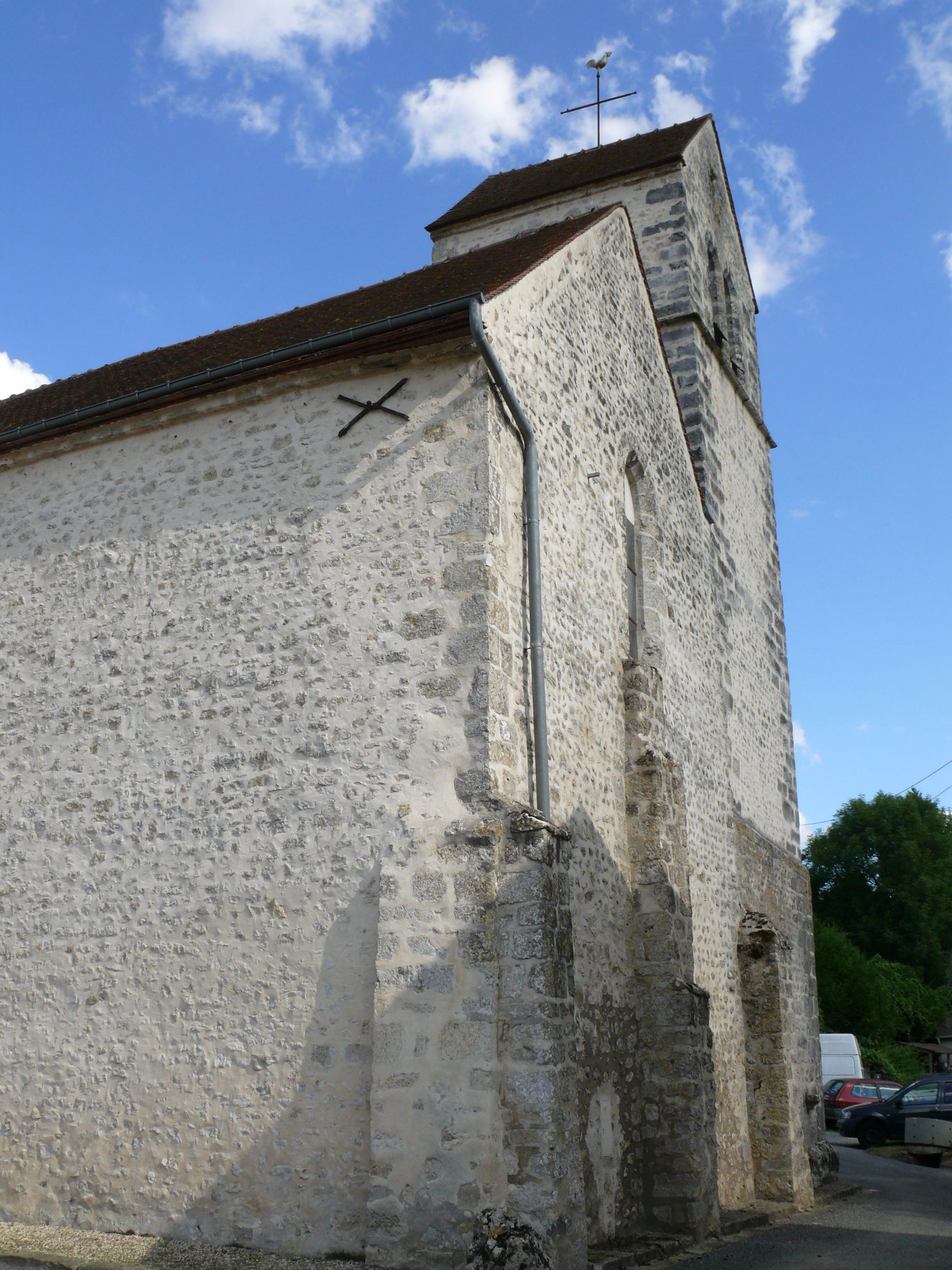
Kirche St-Julien-le-Pauvre in Abbéville-la-Rivière

Die katholische Kirche St-Julien-le-Pauvre in Abbéville-la-Rivière, einer französischen Gemeinde im Département Essonne in der Region Île-de-France, wurde im 12. Jahrhundert errichtet und im 16. Jahrhundert verändert. 
Der älteste Teil der Kirche am Place Saint-Julien ist der dreigeschossige Glockenturm. An der Südseite ist das romanische Portal erhalten, das zum Schutz überdacht wurde. Das zweijochige Kirchenschiff wird von einer flachen Decke abgeschlossen. Im Chor wurde ein spätgotisches Fenster mit ornamentaler Bleiverglasung eingefügt.
Im Inneren der Kirche sind mehrere Grabplatten aus dem 14. bis 17. Jahrhundert erhalten.
Von der Ausstattung ist eine Skulptur des heiligen Julianus Hospitator aus dem 17. Jahrhundert erwähnenswert, der als Ritter auf einem Pferd dargestellt wird.